# Tiki (fumetto)
Tiki è il protagonista dell'omonima serie a fumetti creata da Giancarlo Berardi e Ivo Milazzo, e pubblicata per la prima volta sulle pagine del settimanale Il Giornalino negli anni settanta. 
In tutto sono stati pubblicati sei episodi, tra il 1976 ed il 1977.

## La storia
Tiki è un giovane guerriero, appartenente alla tribù amazzonica dei yanomani, una delle innumerevoli, piccole tribù della foresta pluviale. Quando il padre, morso da un serpente, muore, Tiki deve provvedere al sostentamento della madre Makura. Decide così di andare a caccia, disubbidendo all’autorità dello sciamano che ne ordina la morte. Sventato, ma anche coraggioso, Tiki impara a cacciare, si salva e capovolge i trucchi dello sciamano a proprio vantaggio. 
Le avversità della vita però non sono finite; un giorno, mentre è a caccia, il ragazzo scorge in cielo uno stormo di “uccelli brillanti”: sono aerei, una squadriglia di bombardieri carichi di bombe al napalm, incaricati di spianare un tratto di foresta per far costruire una strada, incuranti di ciò che vive sotto quella rigogliosa vegetazione. Il villaggio di Tiki viene spazzato via e Tiki, unico sopravvissuto alla strage, decide di mettersi alla ricerca dei colpevoli per vendicare lo sterminio della sua gente.
Nel suo girovagare si imbatte in un villaggio dove vive un’altra tribù, e lì conosce Petima, una sua coetanea. Superate le incomprensioni, fra i due sta per nascere qualcosa che assomiglia a un sentimento, ma Tiki, che non ha dimenticato la sua missione, riparte.
Quando infine arriva in prossimità del grande cantiere in cui si sta organizzando la costruzione della strada transamazzonica, Tiki incontra per la prima volta una jeep, con cui ingaggia una lotta scambiandola per un animale ostile.
Avvistato dai bianchi, Tiki viene catturato, ma la sua conoscenza dell’ambiente fa sì che riesca a fuggire, a dare fuoco all’accampamento e a rapire il capo degli ingegneri. Ed è nella fuga con il prigioniero, che tutta la cultura di Tiki si rivela più utile di quella degli uomini bianchi, se si tratta di sopravvivere nella foresta amazzonica.
Sebbene apparso per la prima volta in una rivista dedicata ad pubblico di ragazzi, il tema del fumetto è decisamente impegnativo: la distruzione e lo sterminio delle popolazioni indigene da parte dell'uomo bianco per la realizzazione di opere titaniche -l'immensa strada che attraversa la foresta- ma dannose per l'ambiente, e l'assoluta mancanza di rispetto per le culture diverse, considerate 'sacrificabili' (“È buffo… Ogni volta che andiamo a scaricare bombe da qualche parte, c’è sempre qualcuno che tira fuori il discorso della civiltà” dice nel fumetto il pilota di uno dei bombardieri).

## Personaggi
Non ci sono protagonisti fissi nel fumetto a parte Tiki ma tra i personaggi secondari più importanti ci sono la giovane Petima, di cui Tiki si innamora nel terzo episodio, e l'ingegnere Mate Paskow che si occupa della costruzione della strada.

## Elenco degli episodi
- Tiki il ragazzo guerriero
- Il giorno degli uccelli brillanti
- Petima fiore della foresta
- Scimmie bianche
- L'inseguimento
- Un piccolo grande amico

## Storia editoriale
Le storie di Tiki, dopo l'originaria pubblicazione su Il Giornalino, sono state raccolte in volume e pubblicate in diverse edizioni (L'Isola Trovata, Le Mani ) oltre che sulle pagine della rivista Ken Parker Magazine.